# Renzo Tasso
Renzo Tasso (Gubbio, 24 febbraio 1973) è un allenatore di calcio ed ex calciatore italiano, di ruolo centrocampista.

## Carriera

### Giocatore
Cresciuto nei settori giovanili di Victoria Sant'Agostino, Gubbio e successivamente dell'Inter, debutta tra i professionisti nella stagione 1993-1994 con il Gualdo, in Serie C2, collezionando 32 presenze e 3 reti.
Nel 1994 viene tesserato dal Perugia. Dopo aver disputato 22 partite nella Serie B 1994-1995, viene investito da un'auto, incidente che lo costringe ad un periodo di assenza dai campi. Nel corso della stagione 1995-1996 passa al Casarano in Serie C1, categoria in cui milita anche l'anno seguente ma con la maglia dell'Ascoli.  Nel 1997-1998 si divide tra due presenze al Perugia in Serie B e sette al Como in C1.
Torna a giocare in cadetteria nel novembre 1998 con il passaggio alla Fidelis Andria. Nonostante la retrocessione in C1 occorsa a fine anno, Tasso rimane in Puglia anche all'inizio del campionato seguente, finché nel gennaio 2000 si trasferisce al Savoia, all'epoca in Serie B.
Nell'estate 2000 scende di due categoria e diventa un giocatore del Padova, squadra con cui vince il proprio girone di Serie C2. Seguono due campionati di C1 sempre con il club biancoscudato.
Il 6 luglio 2003 viene acquistato ufficialmente dal Rimini, squadra neopromossa in Serie C1. In Romagna forma una coppia in mediana con Gianluca Di Giulio e, nel giro di due stagioni, contribuisce al ritorno dei biancorossi in Serie B. Nel suo terzo e quarto anno riminese gioca spesso titolare, pur talvolta entrando a partita in corso. Chiude la parentesi in biancorosso nel 2007 con 120 partite di campionato all'attivo tra C1 e B.
Lasciato il Rimini, si sposta di pochi chilometri giocando due campionati di quarta serie con il Bellaria Igea Marina tra il 2007 e il 2009. Nel frattempo, il 17 luglio 2008 scende in campo con la Juvenes/Dogana contro l'Hapoel Tel Aviv nei preliminari di Coppa UEFA. Ripete l'esperienza europea anche nel luglio 2009, prendendo parte alle due sfide del secondo turno contro i polacchi del Polonia Varsavia, nella competizione nel frattempo ribattezzata UEFA Europa League.
Chiude la carriera da giocatore tra i dilettanti in Umbria, militando nel Pontevecchio, appena ripescato in Serie D, e successivamente nel Bastia in Eccellenza.

### Allenatore
Il 28 maggio 2010 diventa l'allenatore del Bastia, in Eccellenza.
Nell'estate 2011 viene chiamato a guidare la formazione dei Giovanissimi Nazionali del Gubbio. Nel luglio del 2012 si sposta alla guida della Berretti con cui vince il girone nazionale di categoria. Nel 2014-2015 affianca, come vice allenatore, Giovanni Cornacchini nell'avventura in Lega Pro con l'Ancona, diventando poi ancora suo vice nel luglio 2016 alla Viterbese Castrense sempre in Lega Pro e nel 2017 a Gubbio.
Per la stagione 2018-2019 è chiamato alla guida del Fabriano Cerreto, compagine impegnata nel campionato di Eccellenza Marche.
Il 20 gennaio 2020 viene ingaggiato dal Tiferno Lerchi 1919, in Eccellenza, con cui centra la promozione in Serie D . Il 29 settembre dello stesso anno, viene sollevato dall'incarico.
L'8 marzo 2022 subentra a Davide Sartini sulla panchina dell'Urbania, nel campionato Marchigiano di Eccellenza. Dopo la sconfitta nei playout e la conseguente retrocessione nel torneo di promozione, viene sollevato dall'incarico. Nell'estate 2023 viene ufficializzato come nuovo allenatore del Matelica, formazione marchigiana che disputa il torneo di Promozione. Il 30 ottobre successivo viene sollevato dall'incarico.

## Palmarès

### Giocatore

#### Competizioni nazionali
- Serie C1: 1

Rimini: 2004-2005
- Supercoppa di Lega di Serie C1: 1

Rimini: 2005
- Coppa Titano: 1

Juvenes/Dogana: 2008-2009
- Serie C2: 2 Gualdo 1993-1994

Padova: 2000-2001